# برج القصر
برج القصر واحد من الأبراج الركنية الأربعة بالمدينة العتيقة بصفاقس.

## موقعه
يوجد برج القصر بالركن الشمال غربي من المدينة العتيقة.

## تاريخه
يوجد ببرج القصر أقواس شبيهة بصفة كبيرة لأقواس موجودة بكن من الجامع الكبير و القصبة و مدخل فندق الحدادين. هذا التشابه يطرح احتمالية تشييد الحصن في ما بين القرنين الحادي عشر و الثاني عشر. 

## هندسته
يتكون هذا المعلم من برجين بالجهة الشمالية وبرج ثالث بالواجهة الغربية. هذه الأبراج مترابطة من خلال مجموعة من المماشي والساحات التي في وقتنا الحالي لم يعد لها وجود بسبب البناء العشوائي في المدينة.
و تتمحور تركيبة هذا الحصن الدفاعي حول نهج رئيسي له اتجاه شمال غربي/جنوب شرقي. و في الطرف الجنوبي لهذا الأخير يوجد ممر مسقف يدعى «سبط القصر». يوجد بهذا السبط بابان تفصل بينهما ساحة صغيرة وهو يمكن من عزل برج القصر عن بقية المدينة.
توجد بأسفل البرج فسقية الفندري.